# Leonardo Aguaslimpias
Leonardo Aguaslimpias est un peintre né le 22 décembre 1963 à  Barranquilla (Atlántico), en Colombie. 

## Carrière de peintre
Il a pratiqué la boxe anglaise dans la catégorie poids mouches avant de se lancer dans la peinture. Travaillant à Barranquilla, ses premières expositions ont eu lieu en 1982, principalement dans la région caraïbe de Colombie, à Bogota et Medellín.

## Style
Aguaslimpias réalise un nouveau type de peinture plus régionaliste qui met notamment en avant des formes féminines aux hanches voluptueuses et ayant une couleur de peau similaire aux gens de la côte.
Dans les mulâtres qu'il peint à l'huile ou avec des techniques mixtes, Aguaslimpias mélange réalité, magie et mythologie afin de donner vie à ses tableaux. Selon le peintre, ses mulâtres sont des descendants de la tribu africaine bantú qui croyait que « la force est dans l'arrière-train ».

## Disparition
Leonardo Aguaslimpias disparaît mystérieusement courant 2013 sans que l'on sache s'il est toujours en Colombie ou parti au Venezuela, étant alors en train de préparer un portrait d'Hugo Chávez.